# Circleville (Utah)
Circleville – miasto w Stanach Zjednoczonych, w stanie Utah, w hrabstwie Piute.